# Dragon Ball Z: Ryū-Ken Bakuhatsu!! Gokū ga Yaraneba Dare ga Yaru
 Dragon Ball Z: Ryūken Bakuhatsu!! Gokū ga yaraneba dare ga yaru (ドラゴンボールZ 龍拳爆発!! 悟空がやらねば誰がやる Doragon Boru Zetto Ryūken Bakuhatsu!! Gokū ga yaraneba dare ga yaru?, Dragon Ball Z: ¡¡Explota el golpe del dragón!! Si Gokū no lo logra ¿quién lo hará?), es la 16.ª película basada en la serie de manga y anime Dragon Ball, y la 13.ª de la etapa Dragon Ball Z, fue estrenada el 15 de julio de 1995.

## Argumento
En un mundo desconocido, un joven humanoide muere aplastado por un monstruo gigantesco que luego desaparece mientras una entidad invisible se ríe y anuncia que se dirige a la Tierra.
En una ciudad de la Tierra, Son Gohan y Videl, actuando como sus personajes superhéroes Gran Saiyaman y Gran Saiyaman 2, impiden que un anciano se suicide. El hombre se presenta como Hoi y les entrega una caja de música encantada, afirmando que un héroe llamado Tapion está atrapado en su interior y que es su única oportunidad para detener un mal que se aproxima. Una vez agotados todos los demás métodos para abrir la caja, se reúnen las Esferas del Dragón y se utiliza un deseo al dragón Shen Long para abrirla. Tapion es liberado pero expresa su ira por haber sido liberado, explicando que en su interior se encuentra la mitad del feroz monstruo llamado Hildegarn que sólo la caja mantenía a raya. Tapion huye al aislamiento pero es visitado por Trunks que le toma cariño. La mitad inferior de Hildegarn no tarda en aparecer y comienza a atacar la ciudad. Son Gohan y Videl intentan luchar contra él hasta que Tapion toca una melodía en su ocarina que debilita a Hildegarn y hace que se desvanezca. Hoi afirma que Tapion es la verdadera amenaza y que la ocarina debe ser destruida, por lo que intenta robar el instrumento y, en la refriega que se produce, Trunks se apodera de él y opta por ponerse del lado de Tapion. Hoi huye y Tapion acepta a Trunks como amigo.
Una vez que ha revivido, Hildegarn arrasa la ciudad y se enfrenta a Son Goku, Son Gohan y Son Goten, que no son rivales para el poder y la velocidad del monstruo. Vegeta llega para unirse a la lucha, pero también es derrotado rápidamente, mientras que Trunks y Son Goten se fusionan en Gotenks y bombardean a Hildegarn con ráfagas de ki. Hildegarn entonces se transforma en una forma más poderosa y derrota a Gotenks sin esfuerzo. Tapion intenta sellar a Hildegarn dentro de sí mismo de nuevo tocando la ocarina y le pide a Trunks que lo mate con la espada una vez que lo haga. Trunks duda y Hildegarn escapa de nuevo, destruyendo la ocarina en el proceso. Mientras Hoi se regodea de su aparente victoria, muere aplastado por el monstruo. Son Goku se da cuenta de que el monstruo sólo es vulnerable cuando se le provoca y recibe una paliza hasta que Trunks interviene y corta la cola del monstruo con la espada. Un enfurecido Hildegarn se hace vulnerable permitiendo que Son Goku utilice su ataque del Puño del Dragón para finalmente matarlo.
Finalmente libre de su maldición, Tapion utiliza la máquina del tiempo de Bulma para volver a su planeta antes de ser destruido. Antes de partir, Tapion le entrega a Trunks su espada como regalo de despedida. En los créditos finales, se muestra a Trunks del futuro matando a Freezer con una espada similar.

## Personajes
Son Gokū ( 孫 悟空 Son Goku?)
 Seiyū: Masako Nozawa
Vegeta (ベジータ  Bejīta?)
 Seiyū: Ryo Horikawa
Son Gohan (孫 悟飯 Son Gohan?)
 Seiyū: Masako Nozawa
Videl (ビーデル  Bīderu?)
 Seiyū: Yūko Minaguchi
Son Goten (孫 悟天 Son Goten?)
 Seiyū: Masako Nozawa
Trunks (トランクス  Torankusu?)
 Seiyū: Takeshi Kusao
Krilin (クリリン  Kuririn?)
 Seiyū: Mayumi Tanaka
Bulma (ブルマ  Buruma?)
 Seiyū: Hiromi Tsuru (†)
Kame Sen'nin (亀仙人 Kame Sen'nin?)
 Seiyū: Masaharu Satō
Oolong (ウーロン  Ūron?)
 Seiyū: Naoki Tatsuta

### Personajes exclusivos de la película
Hildegarn (ヒルデガーン Hirudegān?)
 Seiyū: Shin Aomori
Hildegarn era un monstruo creado por un grupo de hechiceros en el planeta Conats, fue partido en dos y sellado gracias a dos ocarinas mágicas en Minoshia y Tapion. Un día después Hoi logró liberar la parte que estaba encerrada en Minoshia y fue a la tierra a liberar la que se encontraba en Tapion. Allí fue liberado y en la batalla con los Guerreros Z demostró tener igual poder que Majin Boo luego es destruido por Son Gokū con el Ryūken (Puño del dragón).
Su creación fue similar a la de Majin Boo y la del dragón negro de Dragon Ball GT, ya que los sabios usaban una estatua para encerrar energía negativa hasta que cobro vida mientras que en las esferas esta se acumulaba al pedir un deseo solo que al ser objetos más poderosos pudieron soportar mucha más energía negativa antes de corromperse.
Hoi (ホイ Hoi?)
 Seiyū: Shigeharu Matsuda
Hoi era un brujo que al igual que el mago Babidi usaba su magia maligna para tener la dominación del universo, ya que hace mil años, junto a su grupo, intento destruir el planeta Conats, en la galaxia del sur, con la ayuda de un demonio creado por ellos, llamado Hildegarn, pero Hildegarn fue encerrado en una caja de música después de haber sido cortado en 2 por Tapion y su hermano menor, mientras ellos tocaban la melodía de la flauta, un sacerdote corto en 2 a Hildegarn, luego mil años después, junto las partes de Hildegarn, para revivir al demonio, pero fue asesinado por el mismo demonio que el creó.
Minoshia (ミノシア Minoshia?)
Minoshia era un joven normal del planeta Conats hasta que unos magos como Hoi fueron a su planeta para crear al monstruo Hildegarn. Mientras él y su hermano aplacaban al monstruo con unas ocarinas mágicas un monje lo corto en 2 con una espada. La mitad superior del monstruo quedó cautiva en el cuerpo de su hermano y la inferior en el suyo, ambos fueron enviados a partes separadas del universo. Mil años después Minoshia fue encontrado y asesinado por Hildegarn.
Tapion (タピオン Tapion?)
 Seiyū: Hiro Yūki
Tapion era un joven normal del planeta Conats hasta que unos magos como Hoi fueron a su planeta para crear al monstruo Hildegarn. Mientras él y su hermano aplacaban al monstruo con unas ocarinas mágicas un monje lo corto en 2 con una espada. La mitad inferior del monstruo quedó cautiva en el cuerpo de su hermano y la superior en el suyo, ambos fueron enviados a partes separadas del universo. Tapion fue a dar a la Tierra y mil años después fue liberado gracias a las Dragon Balls.
Él acepta ser como un hermano mayor para Trunks y lo protege recordando a su fallecido hermano menor. Al final de la película Bulma le da una máquina del tiempo para que regrese a su planeta de hace mil años y la espada con la que habían cortado a la mitad a Hildegarn, se la regala a Trunks.

## Reparto
| Personaje   | Actor de voz (Japón) | Doblaje (Hispanoamérica) | Doblaje (España)           |
| ----------- | -------------------- | ------------------------ | -------------------------- |
| Son Gokū    | Masako Nozawa        | Mario Castañeda          | José Antonio Gavira Cortés |
| Trunks      | Takeshi Kusao        | Gaby Willer              | María Sarmiento            |
| Tapion      | Hiro Yuki            | Genaro Vásquez           | Alejandro Albaiceta        |
| Son Gohan   | Masako Nozawa        | Luis Alfonso Mendoza (†) | Miguel Ángel Montero       |
| Son Goten   | Masako Nozawa        | Laura Torres             | Ana Cremades               |
| Vegeta      | Ryō Horikawa         | René García              | Alberto Hidalgo            |
| Gotenks     | Masako Nozawa        | Laura Torres             | Ana Cremades               |
| Gotenks     | Takeshi Kusao        | Gaby Willer              | María Sarmiento            |
| Hildegarn   | Shin Aomori          | Gustavo Melgarejo        | Jesús Prieto               |
| Hoi         | Shigeharu Matsuda    | Arturo Mercado           | Javier Merchante           |
| Minoshia    | Mayumi Tanaka        | Circe Luna               | Ana Cremades               |
| Bulma       | Hiromi Tsuru (†)     | Mónica Manjarrez         | Nonia de la Gala           |
| Videl       | Yuko Minaguchi       | Carola Vázquez           | Pilar Valdés               |
| Krilin      | Mayumi Tanaka        | Luis Daniel Ramírez      | Ángeles Neira              |
| Kame Sennin | Masaharu Satō        | Jesús Colín (†)          | Mariano Peña               |
| Narrador    | Jōji Yanami          | José Lavat (†)           | Jorge Tomé                 |

## Música
Tema de cierre (ending)
- "Ore ga yerenarakya dare ga yaru" (俺がやらなきゃ誰がやる?) por Hironobu Kageyama

## Recepción
Dragon Ball Z: Ryū-Ken Bakuhatsu!! Gokū ga Yaraneba Dare ga Yaru recibió críticas positivas por parte de la audiencia y los fanes. En el sitio web Rotten Tomatoes de parte de la audiencia tiene una aprobación de 82%, basada en más de 1000 votos, con una puntuación de 4.2/5.
En el sitio web IMDb tiene una calificación de 7.5/10 basada en 8933 votos. En la página Anime News Network posee una puntuación aproximada de 7.0/10 (buena), basada en 842 votos, mientras que en MyAnimeList tiene una calificación de 7.3/10, basada en 75 875 votos.